# Dikwididi
Dikwididi est un village du Botswana.